# Melissa Etheridge
Melissa Lou Etheridge, född 29 maj 1961 i Leavenworth i Kansas, är en amerikansk rockmusiker, sångare, gitarrist och kompositör. Hon albumdebuterade 1988 och har haft hitar som "I'm the Only One" (1994), "Come to My Window"(1995), "If I wanted to" (1995) och "I Want to Come Over" (1996).
Hon är känd för sin speciella stil och röst och inte minst personliga texter.
Etheridge vann 2006 års Oscar för bästa sång för "I Need to Wake Up", som var ledmotiv till Al Gores dokumentärfilm En obekväm sanning. Hon bidrog 2006 även med tre låtar till Disney-långfilmen Björnbröder 2.
Hon har också medverkat i Green Days musikal American Idiot.
Hennes och tidigare partnern Julie Cyphers son, Beckett Cypher, dog 13 maj 2020 som följd av drogproblem. Han blev 21 år.

## Diskografi
Studioalbum
- 1988 – Melissa Etheridge
- 1989 – Brave and Crazy
- 1992 – Never Enough
- 1993 – Yes I Am
- 1995 – Your Little Secret
- 1999 – Breakdown
- 2001 – Skin
- 2004 – Lucky
- 2007 – The Awakening
- 2008 – A New Thought for Christmas
- 2010 – Fearless Love
- 2012 – 4th Street Feeling
- 2014 – This Is M.E.
- 2016 – MEmphis Rock and Soul
- 2019 – The Medicine Show

Livealbum
- 1989 – Live at the Bottom Line
- 2002 – Live and Alone
- 2004 – Lucky Live
- 2008 – The Awakening Live
- 2015 – A Little Bit of Me: Live in L.A.

Samlingsalbum
- 2005 – Greatest Hits: The Road Less Traveled
- 2011 – Icon